# Robert de Nesle
Robert de Nesle (Rouen, 1º agosto 1906 – Parigi, 21 aprile 1978) è stato un produttore cinematografico e distributore francese, proprietario della Comptoir Français de Productions Cinématographiques (CFPC).

## Biografia
Dopo gli studi musicali, nel 1936 entrò nell'industria cinematografica. Inizialmente fondò la Comptoir Français du Film Documentaire, destinata a diventare la Comptoir Français du Film, nota anche come Comptoir Français du Film Production e Comptoir Français de Productions Cinématographiques.
Si dedicò al cinema di genere, spesso unendosi in coproduzioni con case cinematografiche italiane (in particolare negli anni sessanta del XX secolo), tedesche e spagnole.
All'inizio degli anni settanta del XX secolo ha creato un sodalizio artistico con il regista spagnolo Jesús Franco, di cui solo tra il 1971 e il 1974 ha prodotto sedici film, quasi tutti erotici, in alcuni casi intervenendo sul prodotto finito mediante l'aggiunta di scene di sesso esplicito.
La sua passione per le donne lo portò a lanciare numerose attrici, tra cui Anne Libert, di cui fu l'amante, e Britt Nichols.
Si dedicò saltuariamente anche alla regia.

## Filmografia parziale
- Mademoiselle de La Ferté, regia di Roger Dallier (1949)
- Mon ami le cambrioleur, regia di Henri Lepage (1950)
- Et ta sœur, regia di Henri Lepage (1951)
- Dupont barbès, regia di Henri Lepage (1951)
- Fortuné de Marseille, regia di Henri Lepage e Pierre Méré (1952)
- La Danseuse nue, regia di Robert Florat e Pierre-Louis (1952)
- Rires de Paris, regia di Henri Lepage (1953)
- Soyez les bienvenus, regia di Pierre-Louis (1953)
- Mandat d'amener, regia di Pierre-Louis (1953)
- Après vous Duchesse, regia di Robert de Nesle (1954)
- Il visconte di Bragelonne, regia di Fernando Cerchio (1954)
- Lorsque l'enfant paraît, regia di Michel Boisrond (1956)
- Marchands de filles, regia di Maurice Cloche (1957)
- Prigioni di donne (Prisons de femmes), regia di Maurice Cloche (1958)
- Bal de nuit, regia di Maurice Cloche (1959)
- Le Travail c'est la liberté, regia di Louis Grospierre (1959)
- Le legioni di Cleopatra, regia di Vittorio Cottafavi (1960)
- L'uomo in nero (Judex), regia di Georges Franju (1963)
- La strada per Fort Alamo, regia di Mario Bava (1964)
- Missione Caracas (Mission espéciale à Caracas), regia di Raoul André (1965)
- Roger la Honte, regia di Riccardo Freda (1966)
- L'Homme de Mykonos, regia di René Gainville (1966)
- L'assassino ha le ore contate, regia di Yves Boisset (1967)
- I fantastici tre supermen, regia di Gianfranco Parolini (1967)
- Les cauchemars naissent la nuit, regia di Jesús Franco (1969)
- Trois filles nues dans l'île de Robinson, regia di Jesús Franco (1971)
- Une vierge chez les morts vivants, regia di Jesús Franco (1971)
- Dracula prisonnier de Frankenstein, regia di Jesús Franco (1971)
- Quartier de femmes (Los amantes de la isla del diablo), regia di Jesús Franco (1972)
- La fille de Dracula, regia di Jesús Franco (1972)
- Les expériences érotiques de Frankenstein, regia di Jesús Franco (1972)
- Les démons, regia di Jesús Franco (1972)
- Un capitaine de quinze ans (Un capitán de quince años), regia di Jesús Franco (1972)
- Le journal intime d'une nymphomane, regia di Jesús Franco (1972)
- Les èbranlées, regia di Jesús Franco (1972)
- Maciste contre la Reine des Amazones, regia di Jesús Franco (1973)
- Les exploits érotiques de Maciste dans l'Atlantide, regia di Jesús Franco (1973)
- Le miroir obscene, regia di Jesús Franco (1973)
- Plaisir à trois, regia di Jesús Franco (1973)
- La comtesse perverse, regia di Jesús Franco (1973)
- Les possedées du diable, regia di Jesús Franco (1974)
- Les chatouilleuses, regia di Jesús Franco (1974)
- L'homme le plus sexy du monde, regia di Jesús Franco (1974)
- Les emmerdeuses, regia di Jesús Franco (1974)
- Les théâtres érotiques de Paris, regia di Robert de Nesle (1975)
- Cocktail porno, regia di Alain Payet (1976)
- Cocktail spécial, regia di Jesús Franco (1978)
- Elles font tout, regia di Jesús Franco (1978)
- Je brûle de partout, regia di Jesús Franco (1979)